# Teodor Hoffmann (cichociemny)
Teodor Wojciech Karol Hoffmann vel Wojciech Kosiński ps. Bugaj (ur. 9 kwietnia 1913 w Krakowie, zm. 14 stycznia 1975 w Londynie) – major łączności Wojska Polskiego, Polskich Sił Zbrojnych i Armii Krajowej, cichociemny.

## Życiorys
Urodził się w rodzinie Romualda (1879–1956), podpułkownika Wojska Polskiego, adwokata, i Janiny z Tarchalskich (1883–1927). W 1931 roku zdał maturę po ukończeniu Gimnazjum Męskiego Towarzystwa Szkoły Mazowieckiej. W latach 1931–1932 uczył się w Szkole Podchorążych Rezerwy Łączności, po czym w latach 1932–1939 studiował na Wydziale Architektury Politechniki Warszawskiej, nie uzyskawszy dyplomu.
Według tradycji rodzinnej należał do ONR, a po zdelegalizowaniu organizacji związał się ze środowiskiem Bolesława Piaseckiego, będąc aktywnym członkiem Polskiej Organizacji Akcji Kulturalnej.
We wrześniu 1939 roku walczył na stanowisku pomocnika dowódcy łączności 38 Dywizji Piechoty. 1 grudnia przekroczył granicę polsko-rumuńską. W styczniu 1940 roku znalazł się we Francji, gdzie uczył się w rezerwowym obozie wyszkolenia oficerów w Luçon. Od czerwca 1940 roku przebywał w Wielkiej Brytanii, gdzie służył w 3 Brygadzie Kadrowej Strzelców jako dowódca plutonu radiołączności i w Brygadzie Szkolnej.
Po przeszkoleniu w łączności radiowej i dywersji został zaprzysiężony 13 stycznia 1942 roku w Oddziale VI Sztabu Naczelnego Wodza i przeniesiony do Polskich Wojskowych Zakładów Radiowych w Stanmore, a następnie do Ośrodka Wyszkoleniowego Sekcji Dyspozycyjnej Naczelnego Wodza na stanowisko dowódcy kompanii szkolnej, wreszcie został przeniesiony do Głównej Bazy Przerzutowej w Brindisi (Włochy). Zrzutu dokonano w nocy z 16 na 17 października 1944 roku w ramach operacji „Wacek 1”, którą dowodził kpt. naw. Roman Chmiel. Po skoku otrzymał przydział do Oddziału V Łączności Okręgu Łódź AK jako oficer radiołączności. Rozkazem komendanta głównego AK z 16 listopada 1944 roku był przewidziany do łączności z Komendą Główną Armii Krajowej.
25 listopada 1944 roku został zatrzymany przez patrol niemiecki w Piotrkowie Trybunalskim. W czasie próby ucieczki został postrzelony w nogę i ujęty. Był torturowany przez Gestapo (bicie w ranną nogę, w wyniku czego rozwinęła się zgorzel gazowa). Po przewiezieniu do szpitala św. Trójcy w Piotrkowie konieczna była amputacja nogi. Po kilku dniach pobytu w szpitalu został zeń wykradziony przez patrol „Mokrego” z rejonu Rozprzy. Do końca okupacji ukrywał się kolejno w Ignacowie, Kisielach i Kacprowie.
W 1948 roku uzyskał dyplom architekta na Wydziale Architektury AGH w Krakowie. Przeniósł się do Warszawy, gdzie pracował w pracowniach architektonicznych. UB i SB przez wiele lat bezskutecznie próbowały pozyskać go na współpracownika. W 1965 roku wyemigrował do Wielkiej Brytanii. Po śmierci został pochowany na cmentarzu Powązkowskim w Warszawie (kwatera 299b-3-8).
W 1948 roku ożenił się w Krakowie z Haliną Marią z domu Kruszewską (1° voto Biernacką). Nie mieli dzieci.

## Awanse
- kapral podchorąży – 1932
- podporucznik – ze starszeństwem z dniem 1 stycznia 1934 roku i 32. lokatą w korpusie oficerów rezerwy łączności[6]
- porucznik – ze starszeństwem z dniem 1 stycznia 1938 roku i 12. lokatą w korpusie oficerów rezerwy łączności[7]
- kapitan – ze starszeństwem z dniem 10 października 1943 roku
- major – zweryfikowany przez MON 27 grudnia 1945 roku.

## Ordery i odznaczenia
- Krzyż Srebrny Orderu Virtuti Militari nr 13643[8]
- Krzyż Walecznych
- Srebrny Krzyż Zasługi z Mieczami[b].